# Vynález lásky
Vynález lásky (anglicky: The Invention of Love) je divadelní hra Toma Stopparda, v níž je vykreslen život viktoriánského filologa a básníka Alfreda E. Housmana, který se zaměřuje především na jeho osobní život, lásku a spolužáky z vysoké školy. Hra měla poprvé premiéru 25. září 1997 v Královském národním divadle v Londýně. Inscenaci režíroval Richard Eyre a hlavní roli ztvárnil John Wood, který se už dříve objevil v řadě jiných Stoppardových her. 29. března 2001 měla hra premiéru na Broadwayi. Hlavní role ztvárnili herci Richard Easton a Robert Sean Leonard, kteří oba za tyto role získali ocenění Tony Award.

## Postavy
- A. E. Housman
- Alfred W. Pollard
- Cháron
- John Ruskin
- Benjamin Jowett
- Jerome K. Jerome
- Henry Labouchere
- W. T. Stead
- Frank Harris
- Robinson Ellis
- John Postgate
- Walter Pater
- Oscar Wilde

## České vydání
- Tom Stoppard: Vynález lásky. Přel. Pavel Dominik, Pistorius a Olšanská, Příbram, 2012, 120 s.